# Huperzia chishuiensis
Huperzia chishuiensis är en lummerväxtart som beskrevs av X.Y. Wang och P.S. Wang. Huperzia chishuiensis ingår i släktet lopplumrar, och familjen lummerväxter. Inga underarter finns listade i Catalogue of Life.